# Masacre de Tsuyama
La masacre de Tsuyama (en japonés, Tsuyama jiken (津山事件?)) fue un asesinato en masa por venganza ocurrida el 21 de mayo de 1938 en el pueblo rural de Kamo, cerca de Tsuyama, en Okayama, en el entonces Imperio del Japón.
Mutsuo Toi (都井 睦雄, Toi Mutsuo?) un joven de 21 años, asesinó a 30 personas, incluyendo su abuela, con una escopeta Browning, una katana, y un hacha, e hirió gravemente a otras tres antes de suicidarse con la escopeta.

## Eventos
Mutsuo Toi cortó la línea de electricidad al pueblo de Kamo en el anochecer del 20 mayo, lo cual dejó a la comunidad en la oscuridad. Alrededor de la 1:30 a. m. del ya 21 de mayo, mató a su abuela de 76 años decapitándola con un hacha. Después ató dos linternas a su cabeza y merodeó por el pueblo como un joven comprometido en "gatear en la noche" o "Yobai (夜這い?)", entrando en las casas de sus vecinos. Mató a veintinueve lugareños (veintisiete murieron en la escena del incidente, mientras otros dos quedaron mortalmente heridos, muriendo más tarde) e hiriendo gravemente a otros tres en una hora y media utilizando una escopeta Browning, una katana y un hacha. Esto era casi la mitad de los residentes de la pequeña aldea. Al amanecer se suicidó disparándose en el pecho.

## Perpetrador
Mutsuo Toi (都井 睦雄, Toi Mutsuo?) (5 de marzo de 1917 – 21 de mayo de 1938) nació en la Prefectura de Okayama de padres acomodados. Sus padres murieron de tuberculosis cuando todavía era un bebé, así que él y su hermana mayor fueron criados por su abuela. Originalmente era extrovertido, pero a los diecisiete años se volvió socialmente retraído después de que su hermana se casara en 1934.

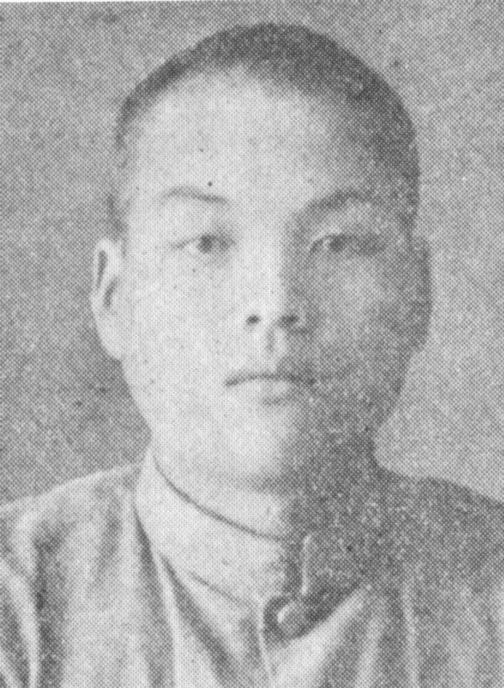
Mutsuo Toi en una foto sin fecha.

Estaba interesado en la historia de Sada Abe, la prostituta que, en mayo de 1936, estranguló a su amante y después le cortó el pene. Había empezado a escribir una novela, Yūtokaiōmaru (雄図海王丸?).

### Motivo
Participó en ""gatear en la noche", una antigua costumbre rural japonesa que consistía en arrastrarse hasta los dormitorios de mujeres jóvenes por la noche para buscar relaciones sexuales. Según sus notas de suicidio parece que después de mayo de 1937, cuando fue diagnosticado como enfermo de tuberculosis, las mujeres jóvenes del pueblo rehusaron sus avances.
Toi dejó muchas notas escritas que revelaban que estaba preocupado sobre el impacto social de su tuberculosis, la cual era en los años 1930 una enfermedad mortal incurable. Sentía que sus vecinas jóvenes se habían vuelto frías hacia él una vez supieron de su enfermedad, y que era despreciado por ser hipersexual, y también declaraba en las notas que los vecinos lo insultaban y le trataban mal después de saber que tenía tuberculosis.
Por venganza, decidió colarse en sus hogares y matarles, esperando el momento en que las mujeres regresaran a sus casas. Su deterioro mental y físico era conocido por los vecinos y pocos días antes de la masacre, cuando amenazó a algunos y admitió su plan, llamaron a la policía que fue a su casa, le confiscó una pistola y revocó su licencia de armas. Sin embargo, preparó espadas y compró una escopeta en secreto.
Lamentó no ser capaz de disparar a algunas personas que apreciaba, porque habría implicado asesinar a personas que consideraba inocentes. Esto evitó que masacrara la aldea entera, lo que podría haber hecho. También escribió que mató a su abuela porque no podía soportar dejarla viva y teniendo que afrontar la vergüenza y estigma social que le provocaría el ser la abuela de un "asesino".

## Legado
Una película japonesa de 1983, Village of Doom, se basa en la masacre. Está protagonizada por Masato Furuoya como Tsugio Inumaru, un joven emocionalmente angustiado que realiza una ola de asesinatos violentos durante una noche después de que su tuberculosis le impide servir en la Segunda Guerra Mundial así como continuar acostándose con diversas mujeres. Furuoya se suicidó colgándose el 25 de marzo de 2003, 20 años después del lanzamiento de la película.
El ataque es una de las peores masacres cometidas por un solo perpetrador en la historia moderna, siendo además la mayor en el mundo hasta la cometida por William Unek en 1957 y la mayor de Asia hasta la cometida por Woo Bum-kon en Corea del Sur en 1982.